# José Francisco Paes Landim
José Francisco Paes Landim, mais conhecido como Paes Landim, GORB (São João do Piauí, 23 de março de 1937) é um advogado, professor e político brasileiro filiado ao União Brasil. É recordista no número de mandatos como deputado federal pelo Piauí, elegendo-se oito vezes.

## Dados biográficos

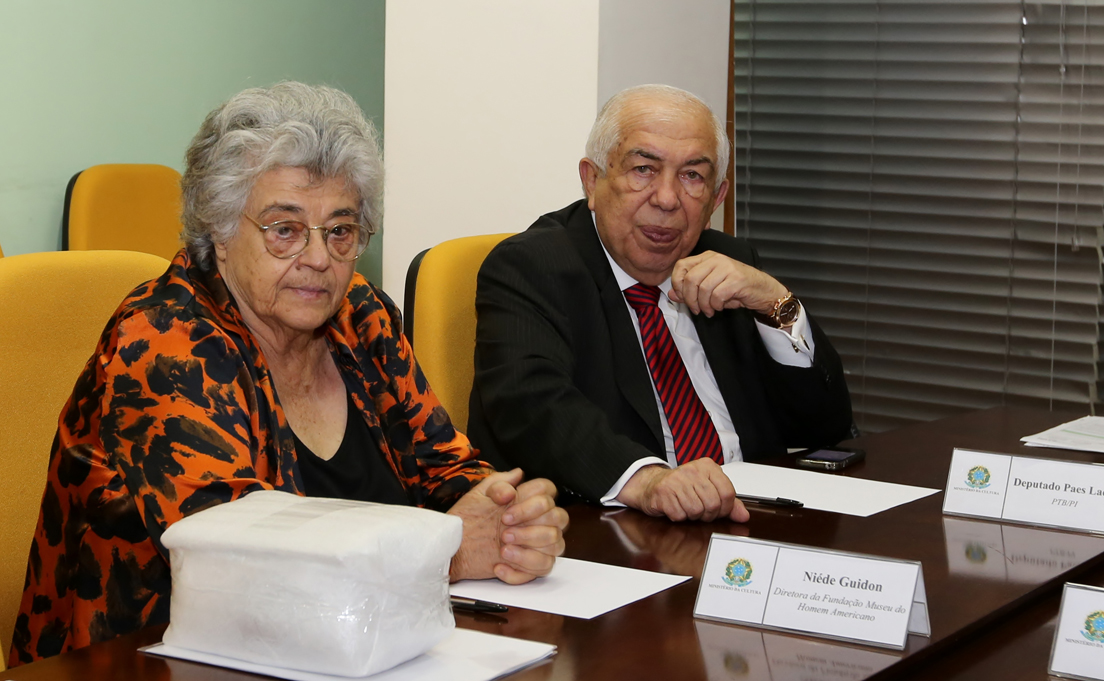
Com a arqueóloga Niède Guidon.

Filho de Francisco Antônio Paes Landim Neto e Natália Ferreira. Advogado formado em Direito pela Universidade Federal do Rio de Janeiro com especialização em Administração Pública pela Fundação Getulio Vargas, em Direito Especializado pela Pontifícia Universidade Católica do Rio de Janeiro e Direito Comercial pela Universidade de Ottawa. Foi aluno de Evandro Lins e Silva.
Seguindo os passos paternos (seu pai, Paes Landim, foi eleito deputado estadual pelo Piauí em 1947), filiou-se a UDN e foi nomeado oficial de gabinete do governador Chagas Rodrigues. Graças à legislação vigente, foi eleito suplente de deputado estadual e prefeito de Socorro do Piauí em 1962, afastando-se dos cargos por força do Regime Militar de 1964. Passou a residir em Brasília, onde assessorou juridicamente a Companhia Urbanizadora da Nova Capital (NOVACAP), o Departamento de Estradas de Rodagem e o Ministério das Minas e Energia. Chefe de gabinete da reitoria da Universidade de Brasília entre 1974/1976, foi professor da referida instituição onde chefiou o Departamento de Direito, dirigiu a Faculdade de Estudos Sociais Aplicados e foi membro do Conselho Editorial. Durante o governo João Figueiredo foi procurador do Instituto Brasileiro do Café.
Egresso do PDS migrou para o PFL e, a partir de sólido arrimo político-familiar, foi eleito deputado federal em 1986, 1990, 1994, 1998, 2002,  2006, 2010 e 2014. Filiou-se ao PTB a convite do ex-senador João Vicente Claudino. Filho de deputado estadual, viu seus irmãos: Luiz Gonzaga Paes Landim, Paulo Henrique Paes Landim e Maria do Amparo Paes Landim exercerem a mesma função e, um terceiro, Murilo Antônio Paes Landim, foi prefeito de São João do Piauí por duas vezes.
Em 17 de abril de 2016, Paes Landim votou contra a abertura do processo de impeachment de Dilma Rousseff. Já durante o Governo Michel Temer, votou a favor da PEC do Teto dos Gastos Públicos. Em abril de 2017 foi favorável à Reforma Trabalhista.  Em agosto de 2017 votou contra o processo em que se pedia abertura de investigação do então presidente Michel Temer, ajudando a arquivar a denúncia do Ministério Público Federal.
Figurou como segundo suplente de deputado federal em 2018 como integrante da coligação do governador Wellington Dias e por injunções deste foi convocado a exercer o mandato.
Nas eleições de 2022, voltou a ser candidato a deputado federal, mas obteve apenas 8.904 votos e não foi eleito. Como seu partido, União Brasil, não elegeu nenhum deputado no Piauí, então não existe suplência ou possibilidade de assumir o mandato na legislatura 2023-2026. Em 10 de fevereiro de 2023, anunciou sua aposentadoria da vida política, através de uma publicação em suas redes sociais.